# 張殿華
張殿華（1825年—1894年），字荣锦，直隸棗強縣（今河北省棗強縣）人。清朝武狀元。
張殿華世居枣强县城东北的北流常村。少年時即勇力過人，拜師學武。道光二十四年（1844年），張殿華高中甲辰科武殿試一甲第一名進士，授官一等花翎侍衛，乾清門行走。差满本應出官雲南參將，張殿華以病歸里，长年以打兔为消遣，人稱“打兔狀元”。光绪二十年（1894年）卒，年七十一岁。

## 外部連結
- 武狀元張殿華 中國 棗強